# Варун Дхаван
Варун Дхаван (гінді вимова: [ʋəɾʊɳ d̪ʱəʋən]</link> ; народився 24 квітня 1987 року) — індійський актор, який знімається у фільмах на гінді. Один із найбільш високооплачуваних акторів Індії. З 2014 року входить до списку 100 знаменитостей ' Forbes . З 2012 по 2018 рік він зіграв 11 успішних касових фільмів поспіль.    
Син кінорежисера Девіда Дхавана. Закінчив бізнес-дослідження в Ноттінгемському Трентському університеті . Свою кар’єру розпочав асистентом режисера Карана Джохара у фільмі «Мене звуть Кхан» (2010), а згодом дебютував у 2012 році в підлітковій драмі Джохара «Студент року» . Варун Дхаван став відомим завдяки головним ролям у романтичних комедіях «Головний герой Тери» (2014), «Гампті Шарма Кі Дулханія» (2014) і «Бадрінатх Кі Дулханія» (2017); бойовиках Dilwale (2015), Dishoom (2016), Judwaa 2 (2017); танцювальному фільмі ABCD 2 (2015) та драмі Sui Dhaaga (2018).
Дхаван також отримав похвалу за роль месника в трилері «Бадлапур» (2015) і безцільної людини, яка бореться з втратою в драмі «Жовтень» (2018). Після трьох критичних і комерційних невдач він знявся в кінострічках Jugjugg Jeeyo та Bhediya (обидва 2022).